# Lyctus brunneus
Lyctus brunneus es una especie de escarabajo de la pólvora del género Lyctus, categorizada en la tribu Lyctini, de la familia Bostrichidae. Fue descrita por Stephens en 1830.

## Distribución
Se distribuye por África: Libia, Marruecos, Túnez, Europa: Bélgica, República Checa (Bohemia, Moravia), Dinamarca, Finlandia, Francia, Alemania, Islandia, Irlanda, Italia, Países Bajos, Noruega, Portugal, Cerdeña, Eslovaquia, España, Suecia, Suiza, América del Norte: Canadá, Estados Unidos de América, Asia: Uzbekistán y Oceanía: Nueva Zelanda.